# 백승도 (배우)
백승도(1995년 5월 16일 ~ )는 대한민국의 배우이다.

## 학력
- 성남북초등학교
- 풍생고등학교

## 연기 활동

### 드라마
- 2004년 KBS1 대하드라마 《불멸의 이순신》 ... 신성군 역
- 2004년 SBS 금요드라마 《아내의 반란》
- 2005년 SBS 대하드라마 《서동요》 ... 우취태자 역
- 2007년 KBS2 단막극 《드라마시티 - 작은 거인》 ... 장태산 역
- 2007년 SBS 대하드라마 《왕과 나》 ... 어린 정한수 역(안재모 아역)
- 2008년 KBS2 대하드라마 《대왕 세종》 ... 성녕대군 역
- 2008년 SBS 미니시리즈 《일지매》 ... 어린 변시완 역(김무열 아역)
- 2009년 MBC 미니시리즈 《2009 외인구단》 ... 어린 오혜성 역(윤태영 아역)
- 2011년 JTBC 대하드라마 《인수대비》 ... 진성대군 역
- 2012년 KBS2 주말연속극 《내 딸 서영이》 ... 어린 이상우 역(박해진 아역)
- 2014년 SBS 미니시리즈 《괜찮아, 사랑이야》 ... 환희 역
- 2014년 SBS 미니시리즈 《내겐 너무 사랑스러운 그녀》 ... 김도혁 역
- 2016년 웹드라마 《악몽선생》 ... 오기철 역
- 2016년 tvN 금토드라마 《디어 마이 프렌즈》 ... 양주영 역
- 2017년 KBS2 TV소설 《그 여자의 바다》 ... 최정식 역
- 2017년 KBS2 장애이해교육드라마 《비바앙상블》 ... 이화서 역
- 2017년 SBS 미니시리즈 《다시 만난 세계》
- 2017년 KBS1 일요드라마 《안단테》
- 2018년 tvN 토일드라마 《라이브》 ... 고승재 순경 역
- 2018년 KBS2 장애이해교육드라마 《반짝반짝 들리는》 ... 엘리조아 1 역
- 2018년 네이버TV 웹드라마 《피어나》 ... 이진성 역
- 2022년 tvN 토일드라마 《우리들의 블루스》 … 박기준 역
- 2022년 tvN 월화드라마 《미씽 : 그들이 있었다 2》 … 정 동지 역
- 2023년 tvN 월화드라마 《소용없어 거짓말》 … 에단 역

### 영화
- 2006년 《마음이...》 ... 앵벌이 1 역
- 2009년 《날아라 펭귄》 ... 에피소드 3 - 상우 역
- 2012년 《용의자 X》 ... 석고반 학생 1 역

### 공연
- 2006년 《뮤지컬 황진이》 ... 어린 단 역

### 뮤직비디오
- 이지혜 - 그대 없이 난